# Me Sang
Me Sang es uno de los doce distritos que forman la provincia camboyana de Prey Veng, con una población estimada en marzo de 2008 de 89 885 habitantes. Está dividido en las siguientes  comunas (khum), que se muestran asimismo con población estimada de 2008:
- Angkor Sar 9,314
- Chi Phok 13,816
- Chres 12,882
- Prey Khnes 11,017
- Prey Rumdeng 7,825
- Prey Totueng 9,803
- Svay Chrum 11,573
- Trapeang Srae 13,655[1]